# Jack Kerkhoff
Jack Kerkhoff (Den Haag, 21 juli 1922) was Engelandvaarder.

## Engelandvaart
Kerkhoff besloot per fiets naar Engeland te gaan. Hij vertrok op zijn 19de verjaardag richting België, maar kwam niet verder dan Breda, waar zijn fiets het begaf. Te voet en per trein, onderweg slapend in de open lucht of bij een gastvrij gezin, lukte het via België en Frankrijk in Spanje aan te komen. Daar werd hij gearresteerd en aan de Duitsers uitgeleverd. Hij werd tot twee weken gevangenisstraf veroordeeld en moest toen, met behulp van de Nederlandse autoriteiten, terug naar Nederland. Daar was hij weer op 18 augustus 1941, vier weken nadat hij vertrokken was.
Hij werd voor de keuze gesteld om naar Duitsland te gaan of voor de Arbeitseinsatz te werken. Hij koos voor het laatste en werd te werk gesteld op een vliegveld in Frankrijk. In mei 1942 kreeg hij verlof. Hij bracht wat geld naar zijn moeder in Nederland, en keerde naar Frankrijk terug. Weliswaar niet naar zijn werk, maar naar Parijs, waarna het hem lukte over de demarcatielijn te komen en onbezet Frankrijk te bereiken. In de trein werd hij echter gearresteerd. 
Vreemdelingenlegioen
Hij werd weer voor een keuze gesteld: concentratiekamp of vreemdelingenlegioen.  Hij vertrok naar Algerije en meldde zich eind juni in Oran. Hij kwam in verschillende garnizoensplaatsen, die in de woestijn lagen, en  vanwaar het niet lukte te deserteren. Dat lukte pas op 21 februari 1943, enkele dagen nadat hij was overgeplaatst naar Sidi-bel-Abbès. Hij keerde terug naar Oran. Ongezien bereikte hij het haventerrein, alwaar hij, met hulp van de Engelse autoriteiten, als stuurmansleerling aan boord van een Nederlands vrachtschip de haven verliet. Op 14 maart kwam hij in Engeland aan. Nadien voer hij bij de koopvaardij.

## Onderscheiding
Hij is voor zijn Engelandvaart niet onderscheiden met het Kruis van Verdienste . Hij was op dat moment geen Nederlander meer omdat hij in het vreemdelingenlegioen had gediend. Later hebben de Engelandvaarders die in het Legioen hadden gediend, hun Nederlanderschap teruggekregen. 